# Georgi Damjanovo
Georgi Damjanovo (in bulgaro Георги Дамяново?) è un comune bulgaro situato nella Regione di Montana di 3 220 abitanti (dati 2009). La sede comunale è nella località omonima

## Località
Il comune è formato dall'insieme delle seguenti località:
- Čemiš
- Diva Slatina
- Dălgi Del
- Elovica
- Gavril Genovo
- Georgi Damjanovo (sede comunale)
- Glavanovci
- Govežda
- Kamenna Riksa
- Kopilovci
- Meljane
- Pomeždin
- Vidlica